# Oreolalax major
Oreolalax major é uma espécie de anfíbio da família Megophryidae.
É endémica da China.
Os seus habitats naturais são: regiões subtropicais ou tropicais húmidas de alta altitude e rios.
Está ameaçada por perda de habitat.